# わらわし隊
わらわし隊（わらわしたい）は、吉本興業（吉本興業部）が朝日新聞社と共同で、日中戦争勃発後中国大陸に派遣された兵士を慰問するために結成した演芸派遣団、慰問団。当時の帝国陸軍・海軍の戦闘機部隊の愛称であった「荒鷲隊（あらわしたい）」をもじって「わらわし隊」と名づけられた。陸軍恤兵部が派遣の担当を行い大規模な慰問団として華々しく宣伝された。

## 結団
第1回わらわし隊メンバーは、カーキ色の軍服姿で勢ぞろいし、1938年（昭和13年）1月13日、東京で皇居を遙拝。明治神宮、靖国神社参拝の後、陸軍省、海軍省を訪問。同日夕刻には日比谷公会堂において朝日新聞社主催「北支、上海皇軍慰問演芸会の夕」という結団式を行い、各自持ちネタを披露。団長の柳家金語楼の挨拶の後、午後11時東京駅を出征兵士とともに多くの見送りを受けて出発するという大がかりなものであった。1月14日大阪着。ここでも難波八阪神社参詣、昼食の後、陸軍司令部、海軍監督事務所、朝日新聞大阪本社を相次いで訪問。大阪朝日会館で東京と同じ内容の壮行会を行っている。15日に下関到着。ここで北支班は「扶桑丸」、中支班は長崎に出て「上海丸」にそれぞれ乗船した。このように、わらわし隊結成は、マスコミと軍部の後援を受けた一大イベントとなっており、当時の人気の高さが窺われる。
1月17日、北支那班は午前9時に大連に入港し天津、保定、邯鄲をめぐる。中支那班は午後1時過ぎに上海に入港。

## 戦地にて
「兵隊落語」で売った金語楼、粋曲の柳家三亀松など人気芸人が多かったが、中でも紅一点のミスワカナは兵士に大いに喜ばれ、ワカナ自身、新聞社のインタビューで「……兵隊さんにもてたのはわたしが一とうですやろ。何しろ舞台に立っても『きれいなんが現れた』いうんでワイワイの大騒ぎでえらい人気。さてはサイン攻めにされほんまにもてすぎて弱りました。」答えるほどであった。
一方では、花菱アチャコを女性と間違える兵士がいたり、多くの戦死者の横たわる中を移動したり、大阪出身の芸人が多かったため、関東出身者の多い部隊よりも関西出身者の部隊の方がひどく受けるなど様々な出来事もあった。こうして、悪条件とハードなスケジュールの中、戦場での危険にも怯まず、列車や軍用トラックで移動した。そして野天の舞台を厭うことなく、兵士の歓声や笑顔を支えに約1カ月慰問活動をやり遂げ中支那班は2月13日に上海丸で長崎、北支那班は16日に興安丸で下関に帰国。19日大阪南地花月を手始めに4月まで各地で「帰還報告会」と呼ばれる凱旋公演が行われ、その後東京浅草や横浜の花月でも、各自、戦場の体験をもとにした新しいネタを披露、ラジオ中継が行われるなど大反響を呼んだ。また各芸人はSPレコードも販売された。吉本は純益金5000円を朝日新聞社へ軍用機献納のための国防献金として寄付するなど宣伝に勤めた。この成功を機に同年11月には第2回わらわし隊が結成。その後も数回派遣されることとなる。

## エピソード
- 下関から大連行きの船に乗り込んだ面々は「万歳」の掛け声とともに毎日新聞選定歌「露営の歌」を合唱した。ライバル社の歌に気を悪くした朝日側は「歌うのを止めろ」と、社旗を盛んに振って注意したが、彼らは、かえって激励していると受け取り、止めるどころかますます声を張り上げ大合唱となった。
- 慰問活動は南京、上海など大都市でも行われたが、そこからかなり離れた前線近くの僻地にまで足を伸ばした。当然三度の食事は質素な軍用食ばかりで、特に麦飯は不評で手をつけない者が多い中、軍隊経験のある金語楼だけは残すことがなかった。
- 兵士はよく笑ったが、泣きながら笑っていた。「部下に聴かせられない。」と泣く上官もいた。金語楼は舞台が終わって「どうか皆様、御健康で御奮闘をお祈りいたします。」と挨拶した。すると兵士たちは決まって「君たちも達者でな。」「僕らが元気だと伝えてくれ！」と応答、死と隣り合わせにある兵士の気持ちを思いやると金語楼は涙が止まらなかった。
- 当時の吉本の社長林正之助も参加し、マネージャーとして芸人たちを統括していたが、一方では裏方や司会なども行っている。だがきつい日程に音をあげたり、慣れない司会にエンタツから「おい、あんな司会あるかい。だれとって板についてへんがな。」と苦情を受けることもあった。
- ミスワカナは、暇さえあれば街に出かけて子供たちに話しかけたりして、中国語のマスターに勤め舞台で即興の中国語版「金色夜叉の唄」を演じたり、中国の演芸を見るなど研究熱心な面もあった。帰国後は自身の体験をもとに「わらわし隊」という漫才を発表して好評。台本、レコードとして残され、当時を窺う貴重な資料となっている。また、孤児と分かれば金やお菓子を分け与えたりして可愛がった。ある時弁当まで与え、「しもた！わての弁当やってしもた。だれぞ、弁当の半分おくんなはれ。」とこぼした。
- 慰問には兵士をはじめ、将校までも参加した。その中には松井石根陸軍大将、朝香宮鳩彦王、柳川平助陸軍中将などの幹部将校も交じっていた。芸人の熱演には謹厳実直で知られる松井までも笑い「めったに笑わない松井大将を笑わした。」と評判となった。
- 1938年2月10日、ミスワカナ・石田一松等は、上海で飯塚国五郎大佐（連隊長）の歩兵第101連隊を慰問している。飯塚は寒さに震えるワカナに自分の着ているチョッキを、揮毫して与えた。ワカナはこれを徳とし、同年9月3日飯塚大佐が慮山で戦死するとワカナは彼を追悼する漫才「部隊長とワカナ」を発表し、泣かせる漫才を編みだして人気を集めた。
- 柳家三亀松は行くところで女性にもてて、アチャコらを羨ませがらせた。また兵士たちの希望を聞いてやったりするなど打算を越えた人情の厚さもあった。あるとき若い兵士から大阪の母へと手紙を託された三亀松は、帰国後巡業で大阪に来た時、母親に言付かってきた手紙を渡したが、十日前に戦死していた。
- 上海から南京へ陸軍の軍用機で移動したが、途中で尿意を催したアチャコはやむなく石田一松の旅行鞄の中に用を足した。アチャコ談「石田君それを知らんと、南京で下げて歩いてるんですわ。」（石田本人はアチャコが鞄を捨ててしまったと証言している。）
- 慰問は昼夜を問わず行われたが、照明のない夜は、懐中電灯で出演者の顔を照らしていた。当然兵士にさせるわけに行かないので出演者同士で行っていた。ある灯火管制の晩、蝋燭の明かりで演じていたが早速敵弾が飛んできた。すかさず、三亀松は金語楼に「お前さんの頭が目標になったかもしれねえ。」

## 派遣メンバー

### 第1回
- 北支那班
  - 柳家金語楼（班長）
  - 花菱アチャコ・千歳家今男
  - 柳家三亀松
  - 京山若丸
- 中支那班
  - 石田一松
  - 横山エンタツ・杉浦エノスケ
  - 神田盧山
  - ミスワカナ・玉松一郎

### 第2回
- 北支那班
  - 林田十郎・芦の家雁玉
  - 花月亭九里丸
  - 深田繁子
  - 鹿島洋々
  - 京山愛朝
- 中支那班
  - 神田伯龍
  - 秋山右楽・左楽
  - 東五九童・松葉蝶子
  - 松鶴家光晴・浮世亭夢若
  - 荒川成三郎・玉枝
  - ミスワカナ・玉松一郎
  - 文の家久月・三遊亭柳枝
  - アダチ龍光
  - 吉田奈良千代
- 南支那班　- 第3回わらわし隊とも云われている。
  - 石田一松
  - 香島ラッキー・御園セブン
  - 桃山天声（曲師・桃山定子）
  - 浮世亭公園・日之出家男蝶

### 第4回
- 北支那班
  - 河内家美代次・文春
  - 東亭花橘・玉子家光子
  - 大利根太郎（曲師・吉沢団蔵）

- 中支那班
  - 桂金哉・金二
  - 祇園千代子・砂川捨勝
  - 木村小友（曲師・戸川大助）

- 南支那班
  - 千代田みどり・松緑
  - 林家染子・染次
  - 広沢小虎造（曲師・とし子）

- 艦隊慰問班
  - 柳家千枝造・漫作
  - 奥野イチロウ・竹本ジロウ
  - 秋山右楽・左楽
  - 浪花軒〆友（曲師・荒川文柳）
  - 松平晃（アコーディオン・岡本豊久）

## 備考
朝日新聞と吉本興業はこれ以前にも、満州事変直後の1931年12月、1933年12月にも満州へ慰問団を送っている（メンバーは第1回がエンタツ・アチャコ、花月亭九里丸、神田山陽の3組、第2回がエンタツ・アチャコ、石田一松の2組）。
また毎日新聞も吉本興業と共同で同様の慰問団を中国大陸に派遣している（メンバー等は不明）。
1941年7月22日、河南省の最前線に派遣されていた慰問団が中国軍の攻撃を受け、東京吉本所属の女性漫才師・花園愛子が犠牲となっている。
その後も、トランプ・カルタ、玉子家辰次、ミスワカメ（ミスワカナの弟子）ら芸人の乗っていた船が台湾沖で魚雷によって撃沈され亡くなっている。
田河水泡の漫画「のらくろ武勇談」の中で負傷したのらくろが「猛犬陸軍野戦病院」に入院、完治後入れ替わるように「演藝わらはし隊の第二班」として慰問にやってくるというシーンが描かれている、登場人物は凸凹黒兵衛、白ちゃん、マメゾウで凸凹黒兵衛、白ちゃんが漫才を行いマメゾウが落語を披露している。
2000年、明石家さんま主演の舞台『七人ぐらいの兵士』を公演。
2010年8月11日、NHK大阪放送局が「わらわし隊」を題材としたドキュメンタリー番組『戦場の漫才師たち〜わらわし隊の戦争〜』を制作・放送。とりわけ天才女性漫才師と言われたミスワカナに焦点を当て、彼女をよく知る森光子や吉本の元ベテラン社員、舞台を実際に見た元兵士の証言からなるドキュメンタリーであった。また2015年5月10日にはテレビ朝日が戦時中の演芸を題材にしたドキュメンタリー番組『テレメンタリー2015 シリーズ戦後70年（3）皇軍大笑〜“笑い”が国策だった時代〜』を制作・放送。当時の漫才、落語台本を現在活躍する芸人が再現した。
2012年8月11日から9月2日までなんばグランド花月で、舞台『吉本百年物語』8月公演『わらわし隊、大陸を行く』を公演。出演は水野真紀（ミスワカナ役）、木村祐一（玉松一郎役）、山内圭哉（林正之助役）、里見まさと、河野智宏、藤原光博（リットン調査団、花菱アチャコ役）、水野透（リットン調査団、千歳家今男役）、候偉、他。
2017年度下期NHK連続テレビ小説『わろてんか』第23週では、本活動をオマージュした「わろてんか隊」の大陸での芸人の慰問活動が描かれている。

## 関連書籍
- 戦時演芸慰問団「わらわし隊」の記録（早坂隆 中央公論新社 2008年）
- わらわし隊 前線へ（雨神音 彩図社）
- 吉本興業の研究（堀江誠二 朝日新聞社 1994年）
- 上方笑芸見聞録（長沖一）